# يوسف الكيلاني
يوسف الكيلاني، وكيل أقدم وزارة خارجية العراق ووزير خارجية العراق وكالة 1957 .

## سيرته
يوسف بن عبد الله بن علي الكيلاني، ولد في بغداد عام 1907م، وهو من ذرية الشيخ عبد القادر الجيلاني من آل حسام الدين الكيلاني النقيب ، اكمل فيها دراسته الثانوية بتفوق وحصل على بعثة دراسية في المملكة المتحدة لدراسة علوم الاقتصاد والسياسة في جامعة أوكسفورد، وبعد تخرجهِ عاد إلى العراق وعُين مدرسا للٌغة الإنكليزية في الكلية العسكرية، ثم عُين في وزارة الخارجية العراقية وتدرج فيها حتى أصبح مدير الدائرة الغربية، ووكيل وزارة أقدم، ثم وزيرا للخارجية وكالة لمدة وجيزة، حيث تم فصله بعد حركة 14 تموز 1958، ولكن اعيد النظر في وضعه حيث أُحيل إلى التقاعد. و
للسيد يوسف الكيلاني أخ واحد هو السيد عبد القادر عبد الله الكيلاني، الذي شغل مناصب عديدة منها رئيسا للديوان الملكي وتدرج في وزارة الخارجية وأخيرا كان سفيرا للعراق لدى جمهورية الباكستان لمدة تقارب 17 سنة، واخت واحدة السيدة رفيعة عبد الله الكيلاني
ووالد السيد عبد الله الكيلاني شغل منصب رئيس مجلس الأعيان في الحكومة العراقية الجديدة آنذاك (بعد اعلان الدولة العراقية سنة 1921).
وعمه السيد (عبد الرحمن الكيلاني النقيب) كان أول رئيس وزراء لدولة العراق عام 1921م بعد سقوط الدولة العثمانية.
ولقد تولى السيد يوسف الكيلاني وظيفة متولي الأوقاف القادرية في سنة 1952م، لحين وفاته في 2 أيلول 1996م.
وقام بإصلاحات كثيرة في فترة توليته، فيما يتعلق باعادة بناء الاجزاء المتداعية من جامع الشيخ عبد القادر الجيلاني، بالإضافة إلى إصلاحات إدارية عديدة، ومنها تعزيز المكتبة القادرية (الكائنة في جامع الشيخ عبد القادر الجيلاني ببغداد) بآلاف الكتب القيمة وباللغة العربية والإنكليزية وغيرهما في مواضيع فقهية وسياسية واقتصادية وأدبية وعلمية.